# Amálie Oldenburská
Amálie Oldenburská (řecky: Αμαλία; 21. prosince 1818, Oldenburg – 20. května 1875, Bamberk) byla bavorská princezna a jako manželka krále Oty Fridricha Ludvíka řecká královna. Řekové ji velmi milovali pro její vlasteneckou lásku k zemi a její krásu. Během svého působení ve funkci královny se věnovala zlepšení sociálních podmínek a v Athénách založila mnoho zahrad.
Když v roce 1837 dorazila do Řecka, nejprve si získala srdce Řeků svou osvěžující krásou. Poté, co se začala více politicky angažovat, se stala terčem tvrdých útoků – a její image ještě více utrpěla, protože se ukázalo, že není schopna porodit následníka trůnu. Ona a její manžel byli po povstání v roce 1862 vyhnáni z Řecka. Zbytek svého života strávila v exilu v Bavorsku.
V letech 1850–1851 a podruhé v letech 1861–1862 působila během Otovy nepřítomnosti jako řecká regentka.
Amálii je připisováno vytvoření „romantického lidového dvorního oděvu“, který se stal řeckým národním krojem.

## Život
Narodila se 21. prosince 1818 v Oldenburgu jako první dítě vévody Augusta I. Oldenburského (později velkovévoda) a jeho první manželky princezny Adély Anhaltské.
Dne 22. prosince 1836 se v Oldenburgu provdala za krále Otu I. Řeckého, syna krále Ludvíka I. Bavorského a jeho manželky princezny Terezy Sasko-Hildburghausenské. Princ Oto byl ustanoven králem roku 1833 při vytvoření nového Řeckého království. Jejich manželství zůstalo bez potomků.
V začátcích mladé monarchie Amálie se svou krásou a zlomyslností přinesla ducha inteligentní módy do zbídačené země. Aktivně pracovala na sociálním zlepšení a tvorbě zahrad v Aténách a tím si získala srdce Řeků. Město Amaliada a obec Amaliapoli byly pojmenovány po královně. Byla první, kdo představil v Řecku vánoční stromeček.
Stejně jako její manžel Oto a jeho bavorští poradci se dostávala do politických bojů s řeckými politickými silami. Když se zapojila do politiky, stala se terčem krutých útoků.
V únoru 1861 univerzitní student jménem Aristeidis Dosios (syn politika Konstantinose Dosiose) spáchal na královnu neúspěšný atentát. Byl odsouzen k smrti, avšak královna zasáhla a atentátník byl omilostněn a trest mu byl zmírněn na doživotí.
O rok později, zatímco byl královský pár na návštěvě Peloponésu, vypukla v Athénách vzpoura. Velmoci vyzvaly Otu, aby odstoupil a jeho vláda byla u konce. Zbytek svého života strávila Amálie se svým manželem v Bavorsku.
Zemřela 20. května 1875 v Bamberku. Pohřbena byla vedle svého manžela v kryptě kostela svatého Kajetána v Mnichově.

## Tituly
- 21. prosince 1818 – 20. května 1875: Její Výsost vévodkyně Amálie Oldenburská, kněžna z Holštýnska-Gottorpu
- 22. prosince 1836 – 23. října 1862: Její Veličenstvo řecká královna
- 23. října 1862 – 20. května 1875: Její Veličenstvo královna Amálie Řecká

## Vývod z předků
|                      |                                                        |  |                                                     |                                                            |  |  |  |  |  |  |  | Kristián August Holštýnsko-Gottorpský |
|                      |                                                        |  |                                                     |                                                            |  |  |  |  |  |  |  |                                       |
|                      | Jiří Šlesvicko-Holštýnsko-Gottorfský                   |  |                                                     |                                                            |  |  |  |  |  |  |  |                                       |
|                      |                                                        |  |                                                     |                                                            |  |  |  |  |  |  |  |                                       |
|                      |                                                        |  |                                                     | Albertina Frederika Bádensko-Durlašská                     |  |  |  |  |  |  |  |                                       |
|                      |                                                        |  |                                                     |                                                            |  |  |  |  |  |  |  |                                       |
|                      | Petr I. Oldenburský                                    |  |                                                     |                                                            |  |  |  |  |  |  |  |                                       |
|                      |                                                        |  |                                                     |                                                            |  |  |  |  |  |  |  |                                       |
|                      |                                                        |  |                                                     | Fridrich Vilém II. Šlesvicko-Holštýnsko-Sonderbursko-Becký |  |  |  |  |  |  |  |                                       |
|                      |                                                        |  |                                                     |                                                            |  |  |  |  |  |  |  |                                       |
|                      | Sofie Šlesvicko-Becká                                  |  |                                                     |                                                            |  |  |  |  |  |  |  |                                       |
|                      |                                                        |  |                                                     |                                                            |  |  |  |  |  |  |  |                                       |
|                      |                                                        |  |                                                     | Oldřiška Anna Dohnsko-Schlodienská                         |  |  |  |  |  |  |  |                                       |
|                      |                                                        |  |                                                     |                                                            |  |  |  |  |  |  |  |                                       |
|                      | August I. Oldenburský                                  |  |                                                     |                                                            |  |  |  |  |  |  |  |                                       |
|                      |                                                        |  |                                                     |                                                            |  |  |  |  |  |  |  |                                       |
|                      |                                                        |  |                                                     | Karel Alexandr Württemberský                               |  |  |  |  |  |  |  |                                       |
|                      |                                                        |  |                                                     |                                                            |  |  |  |  |  |  |  |                                       |
|                      | Fridrich II. Evžen Württemberský                       |  |                                                     |                                                            |  |  |  |  |  |  |  |                                       |
|                      |                                                        |  |                                                     |                                                            |  |  |  |  |  |  |  |                                       |
|                      |                                                        |  |                                                     | Marie Augusta Thurn-Taxis                                  |  |  |  |  |  |  |  |                                       |
|                      |                                                        |  |                                                     |                                                            |  |  |  |  |  |  |  |                                       |
|                      | Bedřiška Alžběta Württemberská                         |  |                                                     |                                                            |  |  |  |  |  |  |  |                                       |
|                      |                                                        |  |                                                     |                                                            |  |  |  |  |  |  |  |                                       |
|                      |                                                        |  |                                                     | Fridrich Vilém Braniborsko-Schwedtský                      |  |  |  |  |  |  |  |                                       |
|                      |                                                        |  |                                                     |                                                            |  |  |  |  |  |  |  |                                       |
|                      | Bedřiška Braniborsko-Schwedtská                        |  |                                                     |                                                            |  |  |  |  |  |  |  |                                       |
|                      |                                                        |  |                                                     |                                                            |  |  |  |  |  |  |  |                                       |
|                      |                                                        |  |                                                     | Žofie Dorota Pruská                                        |  |  |  |  |  |  |  |                                       |
|                      |                                                        |  |                                                     |                                                            |  |  |  |  |  |  |  |                                       |
| 'Amálie Oldenburská' |                                                        |  |                                                     |                                                            |  |  |  |  |  |  |  |                                       |
|                      |                                                        |  |                                                     |                                                            |  |  |  |  |  |  |  |                                       |
|                      |                                                        |  | Viktor I. Anhaltsko-Bernbursko-Schaumbursko-Hoymský |                                                            |  |  |  |  |  |  |  |                                       |
|                      |                                                        |  |                                                     |                                                            |  |  |  |  |  |  |  |                                       |
|                      | Karel Ludvík Anhaltsko-Bernbursko-Schaumbursko-Hoymský |  |                                                     |                                                            |  |  |  |  |  |  |  |                                       |
|                      |                                                        |  |                                                     |                                                            |  |  |  |  |  |  |  |                                       |
|                      |                                                        |  |                                                     | Šarlota Luisa Isenbursko-Büdingensko-Birsteinská           |  |  |  |  |  |  |  |                                       |
|                      |                                                        |  |                                                     |                                                            |  |  |  |  |  |  |  |                                       |
|                      | Viktor II. Anhaltsko-Bernbursko-Schaumbursko-Hoymský   |  |                                                     |                                                            |  |  |  |  |  |  |  |                                       |
|                      |                                                        |  |                                                     |                                                            |  |  |  |  |  |  |  |                                       |
|                      |                                                        |  |                                                     | Fridrich Vilém I. ze Solms-Braunfels                       |  |  |  |  |  |  |  |                                       |
|                      |                                                        |  |                                                     |                                                            |  |  |  |  |  |  |  |                                       |
|                      | Amálie Eleonora ze Solms-Braunfels                     |  |                                                     |                                                            |  |  |  |  |  |  |  |                                       |
|                      |                                                        |  |                                                     |                                                            |  |  |  |  |  |  |  |                                       |
|                      |                                                        |  |                                                     | Žofie ze Solms-Laubach                                     |  |  |  |  |  |  |  |                                       |
|                      |                                                        |  |                                                     |                                                            |  |  |  |  |  |  |  |                                       |
|                      | Adéla Anhaltská                                        |  |                                                     |                                                            |  |  |  |  |  |  |  |                                       |
|                      |                                                        |  |                                                     |                                                            |  |  |  |  |  |  |  |                                       |
|                      |                                                        |  |                                                     | Karel August Nasavsko-Weilburský                           |  |  |  |  |  |  |  |                                       |
|                      |                                                        |  |                                                     |                                                            |  |  |  |  |  |  |  |                                       |
|                      | Karel Kristián Nasavsko-Weilburský                     |  |                                                     |                                                            |  |  |  |  |  |  |  |                                       |
|                      |                                                        |  |                                                     |                                                            |  |  |  |  |  |  |  |                                       |
|                      |                                                        |  |                                                     | Augusta Frederika Nasavsko-Saarbrückensko-Idsteinská       |  |  |  |  |  |  |  |                                       |
|                      |                                                        |  |                                                     |                                                            |  |  |  |  |  |  |  |                                       |
|                      | Amálie Nasavsko-Weilburská                             |  |                                                     |                                                            |  |  |  |  |  |  |  |                                       |
|                      |                                                        |  |                                                     |                                                            |  |  |  |  |  |  |  |                                       |
|                      |                                                        |  |                                                     | Vilém IV. Oranžský                                         |  |  |  |  |  |  |  |                                       |
|                      |                                                        |  |                                                     |                                                            |  |  |  |  |  |  |  |                                       |
|                      | Karolína Oranžsko-Nasavská                             |  |                                                     |                                                            |  |  |  |  |  |  |  |                                       |
|                      |                                                        |  |                                                     |                                                            |  |  |  |  |  |  |  |                                       |
|                      |                                                        |  |                                                     | Anna Hannoverská                                           |  |  |  |  |  |  |  |                                       |
|                      |                                                        |  |                                                     |                                                            |  |  |  |  |  |  |  |                                       |